# Scud
Scud ist die NATO-Bezeichnung für verschiedene ballistische Boden-Boden-Raketen aus der Sowjetunion. Der DIA-Code lautet je nach Variante SS-1b Scud-A, SS-1c Scud-B, SS-1d Scud-C, SS-1e Scud-D und SS-N-1 Scud-A. Scud-Raketen sind bis heute im Einsatz und gehören zu den weltweit am weitesten verbreiteten Kurzstreckenraketen (SRBM).
Die Scud-Raketen basieren auf der Wasserfall-Flugabwehrrakete, welche in der Endphase des Zweiten Weltkriegs im Deutschen Reich entwickelt wurde. Die sowjetischen Konstrukteure der Scud waren Sergei Pawlowitsch Koroljow, Wiktor Petrowitsch Makejew und Aleksei Michailowitsch Isajew, welcher das Raketentriebwerk entwickelte. Die Produktion erfolgte u. a. im Maschinenbauwerk Wotkinsk und es wurden zwischen 7000 und 10000 Raketen produziert. Ab den 1970er-Jahren erfolgte eine großflächige Proliferation. Scud-Raketen kamen unter anderem im Rahmen vom Jom-Kippur-Krieg, dem afghanischen Bürgerkrieg, dem ersten Golfkrieg, dem zweiten Golfkrieg, dem ersten Tschetschenienkrieg, dem zweiten Tschetschenienkrieg, dem Bürgerkrieg in Libyen, dem Bürgerkrieg in Syrien sowie im Bürgerkrieg in Jemen zum Einsatz.

## Varianten

### R-11 (SS-1b Scud-A)
→ Hauptartikel: R-11 Semlja

Die Ursprungsversion R-11 Semlja trägt den NATO-Codenamen SS-1b Scud-A und wird im GRAU-Index 8A61 bezeichnet. Die Exportbezeichnung lautete anfänglich R-11E und später R-170. Später folgte die mit einem Nuklearsprengkopf bestückte Ausführung R-11M. Diese wird im GRAU-Index 8K61 bezeichnet. Die R-11 wurde 1958 bei der Sowjetarmee eingeführt.

### F-11FM (SS-N-1 Scud-A)
→ Hauptartikel: R-11FM

Die R-11F und F-11FM waren U-boot-basierte Raketen (Submarine-launched ballistic missile|SLBM) und hatten den NATO-Codenamen SS-N-1 Scud-A. Die F-11F/FM waren als Teil des D-1-Raketenkomplexes auf den U-Booten vom Projekt 611 (NATO-Codename Zulu-Klasse) und Projekt 629 (NATO-Codename Golf-Klasse) installiert. Die R-11F wurde ab 1958 bei der Sowjetischen Marine eingeführt.

### R-17 (SS-1c Scud-B)
→ Hauptartikel: R-17

Die Ausführung R-17 trägt den NATO-Codenamen SS-1c Scud-B und wird im GRAU-Index 8K14 bezeichnet. Der Gesamtkomplex wird 9K72 Elbrus bezeichnet und die Exportbezeichnung lautet R-300 bzw. R-17E. Die R-17 wurde 1964 bei der Sowjetarmee eingeführt und danach in viele Staaten exportiert.

### R-17M (SS-1d Scud-C)
→ Hauptartikel: R-17

Die R-17M, eine reichweitegesteigerte Ausführung der R-17 wurde ab 1965 in der Sowjetunion entwickelt. Das Projekt wurde Anfang der 1970er-Jahre abgebrochen. Rund zwei Jahrzehnte nach dem Projektabbruch erschienen Scud-C-Derivate in Nordkorea und im Iran, welche allesamt dem sowjetischen R-17M-Entwurf entstammen. Diese Ausführung trägt den NATO-Codenamen SS-1d Scud-C und im GRAU-Index wird sie 9K77 oder 9K72M Rekord bezeichnet. Die R-17M hat dieselben Dimensionen wie die R-17 und hat mit einem Gefechtskopf von 750 kg eine Reichweite von 450–500 km.

### R-17MU (SS-1e Scud-D)
→ Hauptartikel: R-17

Diese Ausführung erschien Ende der 1990er-Jahre in Nordkorea sowie im Iran und in Syrien. Über die Scud-D gibt es nicht viele gesicherte Daten und es existieren von dieser Rakete keine öffentlich zugänglichen Fotos. Diese Ausführung trägt den NATO-Codenamen SS-1d Scud-D und im GRAU-Index wird sie 9K72MU bezeichnet. In Nordkorea wird die Scud-D auch Hwasong-7/9 und im Iran Shahab-2 bezeichnet. Die R-17MU hat mit einem Gefechtskopf von 500 kg eine Reichweite von über 700 km.

### R-17WTO
→ Hauptartikel: R-17

Ab den späten 1960er Jahren entwickelte man in der Sowjetunion eine R-17-Ausführung mit einem Endphasenlenksystem. Die Entwicklung der R-17WTO bezeichneten Rakete wurde im Jahr 1989 abgebrochen. Der Gesamtkomplex wird 9K72-1 Aerofon bezeichnet. In älteren Quellen wird die R-17WTO zum Teil fälschlicherweise als Scud-D bezeichnet.